# Altersklassenwald

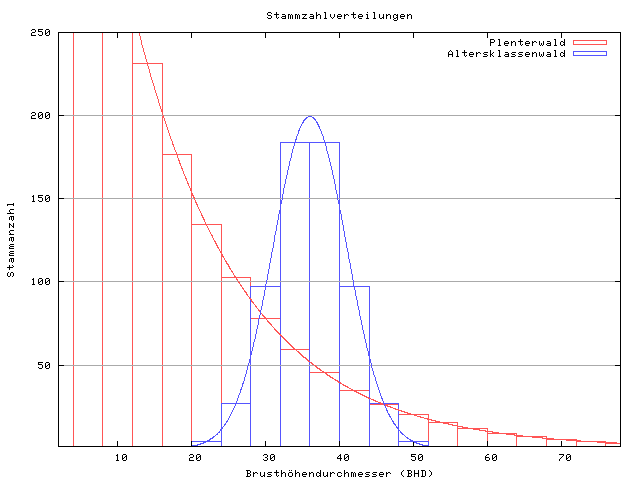
Vergleich der idealerweise fast konstanten Dimensionsverteilung im Plenterwald zu der je nach Alter wandernden Dimensionsverteilung eines Altersklassenwaldes.

Der Altersklassenwald ist eine Betriebsart in der Forstwirtschaft, bei der räumlich getrennte Flächen von (annähernd) gleichaltrigen Beständen in einem Zyklus von Pflanzung, Pflege, Ernte (Kahlschlag) und erneutem Pflanzen schlagweise bewirtschaftet werden.
In natürlichen Wäldern erfolgt die Waldverjüngung sowohl zeitlich als auch räumlich unregelmäßig, so dass – je nach Sukzessionsphase – mehr oder weniger Bäume jeden Alters nebeneinander wachsen. Kommt es jedoch – wie in den immergrünen Nadelholzwäldern des borealen Waldgürtels der Erde häufig –, zu großflächigen Zerstörungen der Vegetation (sog. „Kalamitäten“; insbesondere durch Brand, Sturm und Insektenbefall), findet auch hier eine bestandsweise und gleichzeitige Wiederverjüngung auf der gesamten Fläche statt. Dieser Vergleich darf jedoch nicht zu der falschen Vorstellung führen, ein Altersklassenwald gleiche einem naturnahen, nördlichen Nadelwald nach einer Kalamität: Der Naturwald verfügt trotz des artenarmen Bauminventares der borealen Zone über eine größere Artenzahl, das anfallende Totholz verbleibt auf der Fläche und die Naturverjüngung erfolgt ungeplant. So kommt es im Rahmen der natürlichen Sukzession und Auslese schnell zu einem vollkommen anderen Waldbild als beim dichten, gleichmäßig gepflanzten und regelmäßig durchforsteten Wirtschaftswald.
Der Altersklassenwald (in der herrschenden Betriebsform des schlagweisen Hochwaldes) ist die nach wie vor in Deutschland und Europa vorherrschende Betriebsform zur forstwirtschaftlichen Holzerzeugung. In Deutschland umfasst sie ca. 90 % der Waldfläche.

## Waldbauliches System
Sehr ähnlich wird im Altersklassenwald auf Basis homogener Flächeneinheiten gleichaltriger Bäume mit einer sehr kleinen Anzahl von Baumarten gearbeitet. Die Bewirtschaftung erfolgt entsprechend flächen- und bestandesweise im Rahmen von Kulturpflege, Läuterung, Durchforstung mit oder ohne Vornutzung des nicht hiebsreifen Holzes und der Endnutzung des hiebsreifen Bestandes nach Erreichen der Umtriebszeit (=Kapitalumschlag). Der deswegen jeweils große Holzanfall an einem Schlagort kommt den Bedürfnissen von Datenerfassung und mechanisierter Holzernte sowie Logistik entgegen. Der Altersklassenwald ist besonders maschinen- und rationalisierungsfreundlich und deshalb bisher trotz seiner hinreichend erkannten Probleme in der forstlichen Betriebspraxis sehr beliebt. Auch neigt die Altersklassenwaldwirtschaft zur Monokultur mit gerade solchen Baumarten, die sich problemlos auf der Kahlfläche pflanzen und damit künstlich verjüngen lassen (vor allem mit Nadelhölzern). Die heimischen Laubbaumarten (z. B. Buche und Eiche) sind damit tendenziell in der Altersklassenwirtschaft benachteiligt oder führen erfahrungsgemäß zu erheblich höheren Kosten und Jungwaldrisiken (Schalenwildverbiss, Trocknisschäden, Frostschäden usw.). Zur Betriebsklasse des Altersklassenwaldes zählen neben der herrschenden Betriebsform des schlagweisen Hochwaldes auch der sehr seltene, historische Mittel- und Niederwaldbetrieb – somit also auch zweischichtige und -hiebige Bestände sowie der Überhaltsbetrieb, die aber wegen ihrer ungünstigen Nutzungs- und Kostenstruktur keine forstwirtschaftliche Bedeutung haben.

## Historische Bedeutung
Historisch steht das Altersklassenmodell im Zusammenhang mit der Entwicklung des Begriffs der Massennachhaltigkeit, deren Einhaltung eines der zentralen Ziele des forstbetrieblichen Inventur- und Planungsverfahrens, der Forsteinrichtung ist. Insofern folgte aus dem Altersklassenwald – trotz aller Schwächen dieses Ansatzes aus heutiger Sicht – die erste theoretisch begründete Umsetzung einer nachhaltigen Waldbewirtschaftung, die sich bis in die jüngste Zeit aber vor allem an der Nachhaltigkeit der Holzmassenproduktion orientiert. Gleichwohl ist der Altersklassenwald damit die Keimzelle der nachhaltigen Waldwirtschaft, auch wenn er moderneren, insbesondere ökologischen und biologischen Ansprüchen nicht genügen kann.

## Ökologische Beurteilung
Die im Altersklassenwald regelmäßig auftretenden Großkalamitäten (z. B. durch Schneebruch, Sturm, Insektenfraß, Pilzbefall, Trocknis, Großbrände usw.) führen heute zu seiner weitgehenden Ablehnung in der forstpolitischen und -ökologischen Diskussion. Das hat dazu geführt, dass staatliche Forstbetriebe in Deutschland Teile der homogenen Altersklassenwälder in strukturreiche Dauermischwälder überführen. Tendenziell führt der Altersklassenwald großflächig zur Strukturarmut im Wald (siehe oben die Gauss`sche Normalverteilung) und damit zur biologischen Nischenarmut. Es fehlt ihm infolgedessen die „biologische“ Nachhaltigkeit, was zur grundsätzlichen Ablehnung der Altersklassenwirtschaft durch den Naturschutz führt. In ihm wird darum maßgeblich auch die forstbetriebliche Quelle des Artensterbens waldtypischer Arten gesehen, sowie der extreme Mangel an Totholzstrukturen im Wirtschaftswald (vor allem an stärkeren Dimensionen), da die „saubere Wirtschaft“ den Altersklassenbewirtschafter zwangsläufig veranlasst, durch Entnahme aller kranken und absterbenden Bäume den biologischen Risiken in den monokulturellen Wäldern entgegenzuwirken. Die inzwischen allgemein herrschende Kritik am Altersklassenwald verstärkt sich noch unter dem Gesichtspunkt des drohenden Klimawandels, der sowohl zu vermehrten Großkalamitäten als auch zum ökologischen Ausfall wichtiger Nadelbaumarten im Altersklassenwald führen wird (vor allem der Fichte). Vor allem führen Kalamitäten im Altersklassenwald wegen seiner Struktur- und Baumartenarmut in der Regel zur Kahlfläche – mit fast vollständiger Freisetzung des biogenen CO2-Speichers – und nachfolgenden, kostenintensiven Neuanpflanzungen. Altersklassenwäldern fehlt damit die notwendige Resilienz, sich dem Klimawandel zu stellen, was einen im Vergleich zum Dauerwald erheblichen ökonomischen und ökologischen Nachteil darstellt. Der beschleunigte Umbau der Altersklassenwälder wird darum inzwischen in der Forstpolitik als alternativlos angesehen.